# Крастс, Гунтарс
Гунтарс Крастс (латыш. Guntars Krasts; род. 16 октября 1957, Рига, Латвийская ССР, СССР) — министр экономики Латвии в 1995—1997 годах, премьер-министр Латвии в 1997—1998 годах, депутат Европарламента в 2004—2009 годах. В 1998 и 2002 годах избирался депутатом Сейма.
В начале 1990 года Крастс вместе с Р. Зиле и Н. Лакучом основал ООО «R.A.N.G», в основном занимавшееся таможенными операциями и торговлей оружием. В 1994 году Командующий Пограничной охраной запретил фирме «R.A.N.G» работать на границе, так как возникло подозрение, что фирма занималась незаконной деятельностью.

## Награды
- Командор со звездой ордена Заслуг (1 июля 1998 года, Норвегия)[6]